# HD 208487
HD 208487是一個距離地球約144光年的7等黃矮星，位於天鶴座。它的光譜形式跟太陽一樣是G2V，但它的質量和光度稍低於太陽，代表它的年齡較太陽稍老。2008年確認在該恆星旁有一顆系外行星。

## 行星系統
HD 208487目前已知有一顆行星HD 208487 b。它的質量至少是木星的一半，在橢圓軌道上130日週期公轉。
2005年9月13日菲爾·格雷戈里（Phil C. Gregory）宣布在該恆星旁發現第二顆行星。這項發現是使用徑向速度資料進行贝叶斯推断確認行星常數。但更進一步的分析則顯示另一個可能性則是這個系統有一個週期28日的行星，而非先前的908日。而結論則認為恆星表面的活動更能解釋一顆行星解的殘差，而非第二顆行星。
| 成員 (依恆星距離) | 质量              | 半長軸 (AU) | 轨道周期 (天) | 離心率      | 傾角 | 半径 |
| ----------------- | ----------------- | ----------- | ------------- | ----------- | ---- | ---- |
| b                 | >0.520 ± 0.082 MJ | 0.51 ± 0.02 | 130.08 ± 0.51 | 0.24 ± 0.16 | —    | —    |

## 外部連結
- . The Extrasolar Planets Encyclopaedia.   [2008-08-29]. （原始内容存档于2012-05-04）.
- . Extrasolar Visions.   [2008-08-29]. （原始内容存档于2011-06-05）.